# Poul Nørlund
Poul Nørlund (geboren am 4. November 1888 in Slagelse; gestorben am 26. Mai 1951 in Hellebæk) war ein dänischer Historiker, Kultur- und Kunsthistoriker sowie Mittelalterarchäologe. Von 1938 bis 1951 war er Direktor des Dänischen Nationalmuseums.

## Leben
Poul Nørlund war der Sohn des Apothekers Alfred Christian Nørlund (1850–1925) und dessen Frau Emma Ottine Sophie, geborene Holm (1862–1926). Nach dem Schulabschluss an der Sorø Akademi studierte er ab 1906 an der Universität Kopenhagen und legte 1912  sein Magisterexamen in Geschichte ab. Mit der Dissertation „Det romerske slavesamfund under afvikling, en analyse af underklassens retskår i oldtidens slutning“ über die römische Sklavenhaltergesellschaft am Ende der Antike wurde er 1920 promoviert. Doch waren seine Interessen bereits während des Studiums breit gestreut und Nørlund gehört zu den Gründungsmitgliedern der 1911 ins Leben gerufenen Danske Sprog- og Litteraturselskab („Dänische Sprach- und Literaturgesellschaft“). Von 1913 bis 1919 gab er die von Hans Mogensen (1524–1595) übersetzten Erinnerungen des Philippe de Commynes heraus.
Ab 1912 war Nørlund dem Dänischen Nationalmuseum verbunden und nach einer Studienreise nach Wien in den Jahren 1913/14 wurde er 1917 Unterinspektor der historischen Abteilung. Im Jahr 1933 wurde er Inspektor und von 1938 bis zu seinem Tod war er Leiter des Museums. 1921 betraute man ihn mit der Leitung der archäologischen Expedition, die der Untersuchung der altnordischen Siedlung Herjólfsnes auf Grönland galt und in großem Umfang gut erhaltene Kleidungsstücke der Wikingerzeit erbrachte. Nørlund setzte diese Ausgrabungen in den folgenden Jahren fort, u. a. unterstützt von Johan Petersen und wurde 1926 Mitglied der neu geschaffenen Kommission zur wissenschaftlichen Untersuchung Grönlands. Noch im gleichen Jahr grub er den grönländischen Bischofssitz Garðar vollständig aus, 1932 das südgrönländische Brattahlíð mit der ältesten Kirche Grönlands aus der Zeit Eriks des Roten. Zu seinen wichtigsten archäologischen Untersuchungen zählt auch die Ausgrabung der Wikingerburg Trelleborg nahe Slagelse von 1934 bis 1942. 
Daneben galt ein weiterer Forschungsschwerpunkt der Kunstgeschichte Skandinaviens im Mittelalter, etwa den Altaraufsätzen aus der Zeit Waldemars des Großen oder den romanischen Fresken Dänemarks. Auch gab er mit Ellen Jørgensen die illuminierten griechischen und lateinischen Manuskripte dänischer Sammlungen heraus. Der Tracht und Kleidung von Antike bis Mittelalter wandte er sein Forschungsinteresse ebenfalls zu.

## Ehrungen und Mitgliedschaften (Auswahl)
Poul Nørlund war Mitglied zahlreicher ausländischer und dänischer Akademien und wissenschaftlicher Vereinigungen, unter anderem:
- Norwegische Akademie der Wissenschaften 1938
- Königlich Dänische Akademie der Wissenschaften 1939
- Königlich Schwedische Akademie der Wissenschaften 1939

Er war Dannebrogsmand und Kommandeur des Dannebrogordens. Die Universität Oslo verlieh ihm 1938 die Ehrendoktorwürde.

## Publikationen (Auswahl)
Eine Bibliographie zu den Schriften Poul Nørlunds bietet: Nana Nørlund: Poul Nørlunds bibliografi.  In: Aarbøger for nordisk Oldkyndighed og Historie. 1951, S. 10–21.
- mit Ellen Jørgensen u. a. (Hrsg.): Greek and Latin Illuminated Manuscripts, X-XIII Centuries, in Danish Collections. Aage Marcus, Kopenhagen 1921.
- Gyldne Altre. Jysk Metalkunst fra Valdemarstiden. H. Koppels, Kopenhagen 1926.
- mit Mogens Clemmensen: Ringsted kirke. H. Koppels, Kopenhagen 1927.
- De gamle Nordbobygder ved Verdens Ende. Skildringer fra grønlands Middelalder. G. E. C. Gad, Kopenhagen 1934.
- Danish Churches. The Churches of Soro County. G. E. C. Gad, Kopenhagen 1940.
- mit Johannes Brøndsted: Seks Tværsnit af Danmarks Historie. Gyldendal, Kopenhagen 1941.
- mit Egmont Lind: Danmarks romanske kalkmalerier. A. F. Høst og Søn, Kopenhagen 1944.
- Trelleborg. Gyldendal, Kopenhagen 1948.